# کوئباس دل بایه
کوئباس دل بایه دهستانی در استان آبیلای اسپانیا است.
در این دهستان ۶۳۲ نفر زندگی می‌کنند. مساحت این دهستان ۱۹٫۲۵ کیلومتر مربع است.